# Elliott County
Elliott County ist ein County im Bundesstaat Kentucky der Vereinigten Staaten. Das U.S. Census Bureau hat bei der Volkszählung 2020 eine Einwohnerzahl von 7354 ermittelt.
Der Verwaltungssitz (County Seat) ist Sandy Hook, das nach seiner Lage an einer Biegung des Little Sandy River benannt wurde. Das County gehört zu den Dry Countys, was bedeutet, dass der Verkauf von Alkohol eingeschränkt oder verboten ist.

## Geographie
Das County liegt im Nordosten von Kentucky, ist im Norden etwa 60 km von Ohio, im Osten etwa 35 km von West Virginia entfernt und hat eine Fläche von 609 Quadratkilometern, wovon drei Quadratkilometer Wasserfläche sind. Es grenzt im Uhrzeigersinn an folgende Countys: Carter County, Lawrence County, Morgan County und Rowan County.

## Geschichte
Elliott County wurde am 26. Januar 1869 aus Teilen des Carter County, Lawrence County und Morgan County gebildet. Benannt wurde es nach John Milton Elliott, einem Mitglied im US-Kongress.
Eine Stätte des Countys, der Conley-Greene Rockshelter (15EL4), ist im National Register of Historic Places eingetragen (Stand 7. September 2017).
Die Wähler des Countys haben seit seiner Entstehung 1869 bei jeder Präsidentschaftswahl in den Vereinigten Staaten dem Kandidaten der Demokratischen Partei die Mehrheit der Stimmen gegeben, noch Barack Obama gewann 2012 mit 49 zu 47 Prozent, und über 85 Prozent der Wähler sind als Demokraten registriert. Bei der Präsidentschaftswahl 2016 gelang es dem Kandidaten der Republikaner, Donald Trump, erstmals die Mehrheit der Wähler im County zu erreichen. Er erhielt in dem eher unterdurchschnittlich wohlhabenden, von früherem Kohlebergbau geprägten Gebiet 70 Prozent der Stimmen gegenüber den 26 Prozent für die Kandidatin der Demokraten, Hillary Clinton.

## Demografische Daten

Alterspyramide des Elliott Countys (Stand: 2000)

Nach der Volkszählung im Jahr 2000 lebten im Elliott County 6.748 Menschen in 2.638 Haushalten und 1.925 Familien. Die Bevölkerungsdichte betrug 11 Einwohner pro Quadratkilometer. Ethnisch betrachtet setzte sich die Bevölkerung zusammen aus 99,0 Prozent Weißen und 0,1 Prozent amerikanischen Ureinwohnern; 0,8 Prozent stammten von zwei oder mehr Ethnien ab. 0,6 Prozent der Bevölkerung waren spanischer oder lateinamerikanischer Abstammung.
Von den 2.638 Haushalten hatten 33,4 Prozent Kinder und Jugendliche unter 18 Jahre, die bei ihnen lebten. 60,0 Prozent waren verheiratete, zusammenlebende Paare, 9,7 Prozent waren allein erziehende Mütter, 27,0 Prozent waren keine Familien, 24,7 Prozent waren Singlehaushalte und in 11,0 Prozent lebten Menschen im Alter von 65 Jahren oder darüber. Die Durchschnittshaushaltsgröße betrug 2,54 und die durchschnittliche Familiengröße lag bei 3,02 Personen.
Auf das gesamte County bezogen setzte sich die Bevölkerung zusammen aus 25,4 Prozent Einwohnern unter 18 Jahren, 9,1 Prozent zwischen 18 und 24 Jahren, 27,5 Prozent zwischen 25 und 44 Jahren, 24,7 Prozent zwischen 45 und 64 Jahren und 13,4 Prozent waren 65 Jahre alt oder darüber. Das Durchschnittsalter betrug 37 Jahre. Auf 100 weibliche Personen kamen 95,2 männliche Personen. Auf 100 Frauen im Alter von 18 Jahren alt oder darüber kamen statistisch 93,5 Männer.
Das jährliche Durchschnittseinkommen eines Haushalts betrug 21.014 USD, das Durchschnittseinkommen der Familien betrug 27.125 USD. Männer hatten ein Durchschnittseinkommen von 29.593 USD, Frauen 20.339 USD. Das Prokopfeinkommen betrug 12.067 USD. 20,8 Prozent der Familien und 25,9 Prozent der Bevölkerung lebten unterhalb der Armutsgrenze. Davon waren 30,5 Prozent Kinder oder Jugendliche unter 18 Jahre und 26,4 Prozent waren Menschen über 65 Jahre.

## Orte im County
- Ault
- Bascom
- Beartown
- Bell City
- Bigstone
- Bruin
- Burke
- Culver
- Dewdrop
- Dobbins
- Edsel
- Eldridge
- Fannin
- Faye
- Fielden
- Gimlet
- Green
- Halcom
- Ibex
- Isonville
- Little Sandy
- Lytten
- Newcombe
- Newfoundland
- Ordinary
- Roscoe
- Sandy Hook
- Sarah
- Sideway
- Spanglin
- Stark
- Stephens
- The Ridge
- Wyett